# Сала Симука
Сала Симука (на фински: Salla Simukka) е финландска преводачка, литературна критичка и писателка на произведения в жанра трилър, научна фантастика и юношески любовен роман.

## Биография и творчество
Сала Симука е родена на 16 юни 1981 г. в Тампере, Финландия. Завършва скандинавска филология с втора специалност по фински език, сравнителна литература и творческо писане в университет в Турку.
Пише от 10-12 годишна възраст. Дебютната ѝ книга „Kun enkelit katsovat muualle“ (Когато ангели търсят другаде), написана за участие в конкурс на издателство „WSOY“, е публикувана през 2002 г. Тя представя любовните трепети на две тийнейджърки, чиято история продължава в романа „Minuuttivalssi“ (Миналият глас) от 2004 г.
През 2012 г. са издадени книгите ѝ „Jäljellä“ и „Toisaalla“, които са антиутопия за един свят, където главната героиня се събужда и се озовава сама в света. Поредицата е удостоена с най-старата финландска литературна награда за юношеска литература „Topelius“.
През 2013 г. прави пробив на международния литературен пазар с трилогията си трилъри „Сжежанка“. Седемнадесетгодишната Лумики Андерсон живее сама в апартамент, далеч от родителите си, учи в престижно училище за сценични изкуства и е отдадена на обучението си. Но един ден, през сковаващата арктическа зима, влиза в тъмната стаичка на училищната фотолаборатория и намира купчина евра оцапани с нечия кръв. Това променя нейния спокоен живот, а и ще трябва да разследва откритието си сред престъпните среди и търговията с наркотици, за да спасява приятелите и самата себе си.
Писателката е носителка на наградата за литература на Тампере през 2008 и 2012 г. През 2013 г. е удостоена с наградата на Финландия за цялостно творчество, а през 2017 г. получава наградата „Карина Хелакиса“.
Пише литературна критика във вестниците „Helsingin Sanomat“ и „Hämeen Sanomat“, и за списание „Suomen Kuvalehti“. В периода 2009-2013 г. е редактор в юношеското литературно списание „LUKU fiilis“.
Сала Симука живее в Тампере.

## Произведения

### Самостоятелни романи
- Viimeiset (2005)
- Luokkakuva (2009) – с Каро Хамелайнен

### Серия „Чери и Сузана“ (Kirsikka ja Susanna)
1. Kun enkelit katsovat muualle (2002)
2. Minuuttivalssi (2004)

### Серия „Тапио и Моона“ (Tapio ja Moona)
1. Kipinä (2006)
2. Virhemarginaali (2007)
3. Takatalvi (2008)
4. Meno-paluu (2009)
5. Ylivalotus (2011)

### Серия „Без следа и другаде“ (Jäljellä & Toisaalla)
1. Jäljellä (2012)
2. Toisaalla (2012)

### Серия „Снежанка“ (Lumikki)
1. Punainen kuin veri (2013)
Червена като кръв, изд.: „Егмонт България“, София (2016), прев. Ирина Денева-Слав, ISBN 978-954-27-1377-7
2. Valkea kuin lumi (2014)
Бяла като сняг, изд.: „Егмонт България“, София (2017), прев. Ирина Денева-Слав, ISBN 978-954-27-1919-9
3. Musta kuin eebenpuu (2014)
Черна като абанос, изд.: „Егмонт България“, София (2017), прев. Ирина Денева-Слав, ISBN 978-954-27-1927-4